# Rémi Aucher-Éloy
Pierre Martin Rémi Aucher-Éloy (Blois, 2 octobre 1792 - Ispahan, 8 octobre 1838) est un botaniste, explorateur et imprimeur français.

## Biographie
Il fait des études de pharmacie à Orléans puis Paris et se passionne pour la botanique. Il participe aux dernières campagnes de l'Empire et s’installe ensuite comme libraire-imprimeur à Blois puis à Paris tout en établissant la flore du Loir-et-Cher. C'est à cette époque qu'il adjoint le nom de son épouse à son patronyme. 
Malheureusement, ses affaires périclitant, il doit fuir la France et se réfugie en Russie (1829) où il espère être engagé dans une expédition scientifique dans le Caucase, en vain. À Saint-Pétersbourg, il rencontre l'ambassadeur de Perse qui lui propose d'installer une imprimerie à Téhéran. Finalement, invité par l'ambassadeur de Turquie à Constantinople, il s'y installe avec sa famille et y fonde un journal franco-turc. 
Il commence alors à voyager à travers la Turquie et la Perse pour y constituer une flore systématique de l'Orient. En 1831, avec Gustave Coquebert de Montbret, il visite l'Égypte, Suez, Jérusalem, la Syrie et Chypre puis, en 1832, Rhodes et Smyrne. Il parcourt les côtes de l'Asie mineure et, en 1833, herborise autour de Constantinople et de Brousse. 
Toujours avec Coquebert de Montbret qui, en outre, l'assiste financièrement, il voyage encore en Arménie, dans le Haut-Euphrate, passe à Erzeroum et atteint la mer Noire à Trébizonde. Il se rend ensuite à Bagdad (1835), Ispahan et Téhéran avant de regagner Constantinople où il apprend la perte, dans un incendie, de sa bibliothèque et d'une partie de ses collections. 
Seul, il repart en 1837 et explore l'Anatolie. Il gagne Téhéran et s'arrête à Bandar Abbas sur le détroit d'Ormuz d'où il embarque le 1er mars 1838 pour Mascate qu'il atteint après avoir dû lutter contre une grande tempête. Avec l'aide d'un agent britannique, il obtient des recommandations pour les cheiks et organise une petite caravane avec un guide dans le but d'explorer le djebel Akhdar à 3 350 m d'altitude. 
Après Nizwa et bien que malade, il traverse les montagnes sous une chaleur écrasante et atteint l'oasis d'Iski puis la côte à Matrah. Sans ressources et épuisé, il monte sur un bateau de pèlerins chiites qui lui permet de revenir à Bendar Abbas d'où il espère pouvoir explorer le Baloutchistan. La maladie l'en empêche. Il gagne alors Chiraz puis, à bout de force, Ispahan où il meurt le 8 octobre 1838 dans un couvent chrétien du faubourg de Djoulfa, six jours après son quarante-sixième anniversaire.   
Durant ses huit années d'exploration, Aucher-Éloy a fourni plus de douze mille espèces de plantes au Muséum national d'histoire naturelle dont deux-cent-cinquante pour le djebel Akhdar.

## Œuvres
- Relations de voyages en Orient de 1830 à 1838, 1843